# Eugen Ledebur-Wicheln
Eugen Ledebur-Wicheln, též Evžen Ledebur-Wicheln (14. listopadu 1873 Petrohrad – 12. listopadu 1945 Terezín), byl český šlechtic z rodu Ledebour-Wicheln, československý politik německé národnosti a meziválečný senátor Národního shromáždění za Německou křesťansko sociální stranu lidovou.

## Biografie

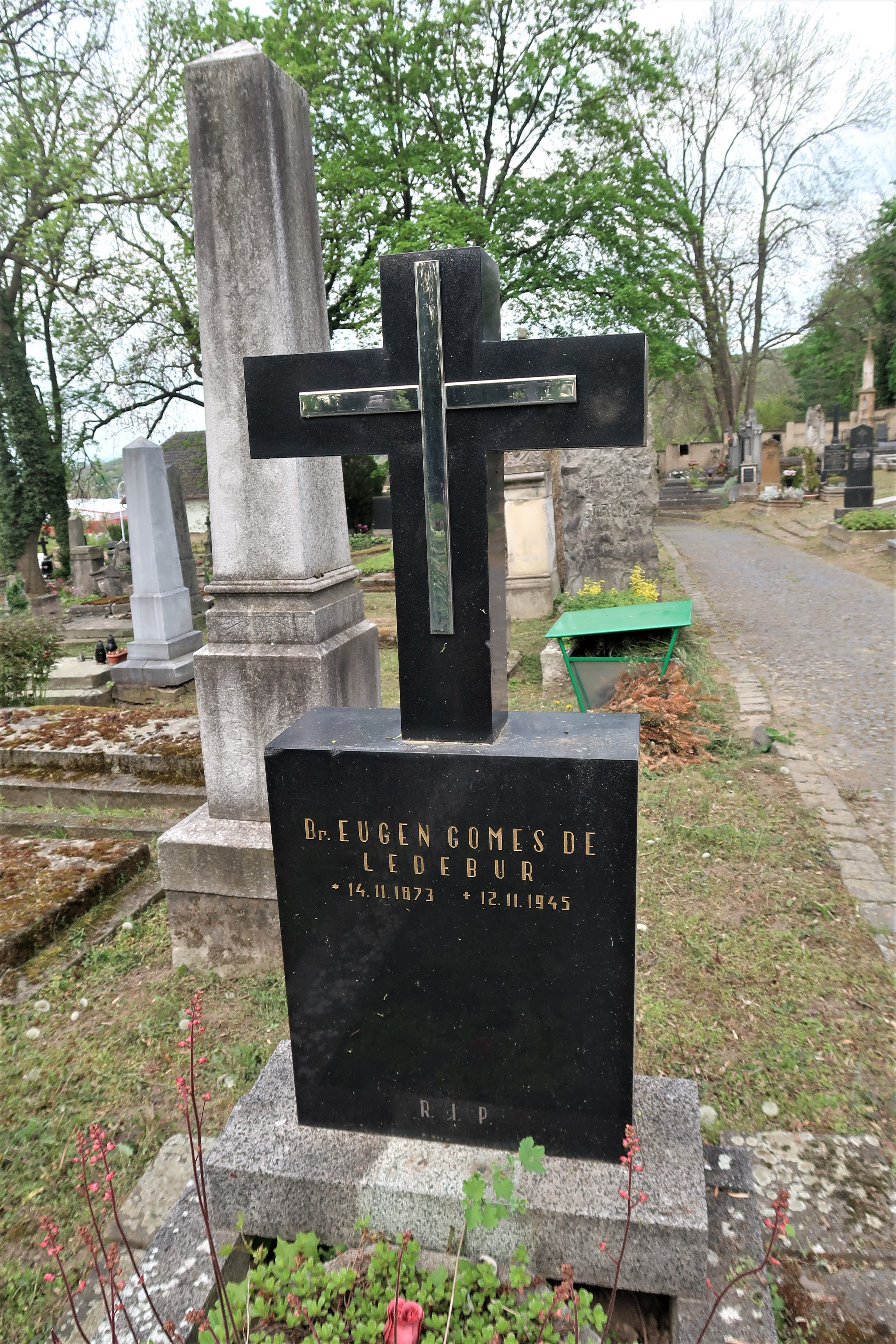
Hrob Dr. Eugena Ledebura na hřbitově v Litoměřicích

Narodil se jako Eugen Rudolf Maria Graf von Ledebur-Wicheln do rozvětvené šlechtické rodiny Ledebour-Wichelnů. Jeho otec byl Johann Ledebur-Wicheln, který se oženil s Karolínou hraběnkou Černínovou z Chudenic.
V roce 1910 se ve Vídni oženil s Eleonorou Marií z Larisch-Mönnichu (1888-1975), nejmladší dcerou Jindřicha hraběte Larisch-Mönnicha. Mezi jeho potomky patřila například Marie, kněžna lichtenštejnská, která byla jeho vnučkou.
Eugen Ledebur-Wicheln absolvoval státní gymnázium v Praze a následně studoval na Německé univerzitě v Praze. Po promoci v roce 1895 byl úředníkem na úřadu guvernéra v Praze a Znojmě. Mezi lety 1901 a 1909 podnikl obchodní a vědecké cesty do Německa, Anglie, Francie, Itálie a Ameriky. V roce 1903 převzal správu majetku po otci.
První světové války se účastnil jako válečný dobrovolník a od roku 1917 až do konce války byl přidělen misi císařské a královské vlády v Bukurešti.
V parlamentních volbách v roce 1920 získal za Německou křesťanskosociální stranu lidovou senátorské křeslo v Národním shromáždění za německé křesťanské sociály. Mandát obhájil v parlamentních volbách v roce 1925 a v senátu zasedal do roku 1929.
Byl kritický k československému státu a jeho národnostní politice. Ve 30. letech byl členem vedení spolku Deutscher Kulturverband. V roce 1936 navrhl sloučení Německé křesťansko-sociální strany lidové se Sudetoněmeckou stranou (SdP). Před rokem 1938 veřejně kritizoval litoměřického biskupa Antona Aloise Webera za jeho odmítavý postoj vůči SdP. Profesí byl majitelem velkostatku v Křemýži.
V květnu 1945 byl československými úřady internován v Terezíně. Zde v důsledku špatného zacházení v listopadu 1945 zemřel.

## Dílo
- Friedensvertrag mit Rumänien: K. K. Orient- u. Überseegesellschaft; Die offiziellen Aktenstücke nebst einer Denkschrift. Manz, Wien 1918.
- Die Finanzen der tschechoslowakischen Republik. In: Die Börse. Zeitung für das gesamte Wirtschaftsleben, 24. Mai 1923, S. 19f. (Digitalisat).
- Außenpolitik und Volkstum: Přednáška na sudetoněmeckém týdnu v Reichenberg (Liberci) 1926. V: Sudetendeutsches Jahrbuch (1927).
- Die Nachfolgestaaten und die Auchlußfrage. V: F. G. Kleinwaechter (Hrsg.): Die Anschlussfrage in ihrer kulturellen, politischen und wirtschaftlichen Bedeutung. Braumüller, Wien [u. a.] 1930, S. 172–183 (Digitalisat[nedostupný zdroj]).